# Portia Simpson-Miller
Portia Lucretia Simpson-Miller (sinh ngày 12 tháng 12 năm 1945) là Thủ tướng Chính phủ Jamaica từ ngày 5 tháng 1 năm 2012, đại diện Đảng Quốc gia Nhân dân. Bà phục vụ một nhiệm kỳ trước trong chức vụ này từ 30 Tháng Ba 2006 đến ngày 11 tháng 9 năm 2007, là người phụ nữ đầu tiên nắm giữ chức vụ này, và đánh bại Andrew Holness của Đảng Lao động Jamaica trong cuộc bầu cử chung 2011. Simpson-Miller là một thành viên của Hội đồng các nhà lãnh đạo thế giới phụ nữ, một mạng lưới quốc tế của hiện tại và cựu Chủ tịch phụ nữ và thủ tướng.
Simpson-Miller sinh ngày 12 tháng 12 năm 1945 Wood Hall, giáo xứ Thánh Catherine.
Bà có bằng Cử nhân quản lý hành chính từ Union Institute & University, một trường đại học tư nhân chuyên về các chương trình đào tạo từ xa. UIU sau đó trao cho cô một vị tiến sĩ danh dự văn học nhân đạo.
Simpson-Miller lần đầu tiên được bầu vào Quốc hội Jamaica năm 1976, đại diện cho cử tri Tây Nam giáo xứ Thánh Anrê, như là một thành viên của Đảng Quốc gia của nhân dân. PNP tẩy chay các cuộc bầu cử được gọi là vào năm 1983. Bà đã được tái bầu vào ghế trong cuộc bầu cử sau đó, và từng là Bộ trưởng Bộ Lao động - Phúc lợi và Thể thao 1989-1993. Bà là Bộ trưởng Bộ Lao động và Phúc lợi xã hội 1993-1995, Bộ trưởng Bộ Lao động, an sinh xã hội và thể thao từ năm 1995 đến tháng 2 năm 2000, Bộ trưởng Bộ Du lịch và thể thao từ tháng 2 năm 2000 đến tháng 10 năm 2002, và Bộ trưởng Bộ Chính quyền địa phương và thể thao kể từ tháng 10 năm 2002.